# Anita Valen de Vries
Pour les articles homonymes, voir de Vries.
Anita Valen de Vries, née le 12 décembre 1968 à Porsgrunn, est une coureuse cycliste norvégienne. Elle est la sœur de Monica Valen et est mariée à Gerrit de Vries, tous deux cyclistes.

## Palmarès
- 1985
  -  Championne de Norvège du contre-la-montre
  -  Championne de Norvège sur route
- 1987
  - 3e du Hel van het Mergelland
- 2002
  -  Championne de Norvège sur route
  -  Championne de Norvège du critérium
  - 2e de l'Eko Tour Dookola Polski
  - 3e du Krasna Lipa Tour
- 2003
  -  Championne de Norvège du contre-la-montre
  -  Championne de Norvège sur route
  -  Championne de Norvège du critérium
  - 2e du Grand Prix de Castille et Leon
- 2004
  -  Championne de Norvège du contre-la-montre
  -  Championne de Norvège sur route
  - 3e étape du Tour de Toscane
  - 2e du Tour du Grand Montréal
  - 2e du championnat de Norvège du critérium
  -  Médaillée de bronze du championnat du monde sur route
- 2005
  -  Championne de Norvège du contre-la-montre
  -  Championne de Norvège sur route
  - 5e étape de la Grande Boucle Féminine Internationale
  - Holland Hills Classic
- 2007
  -  Championne de Norvège du contre-la-montre
  - 2e du championnat de Norvège sur route
- 2008
  -  Championne de Norvège du contre-la-montre
  -  Championne de Norvège sur route
  - 6e étape du Tour du Salvador